# Lectisternium

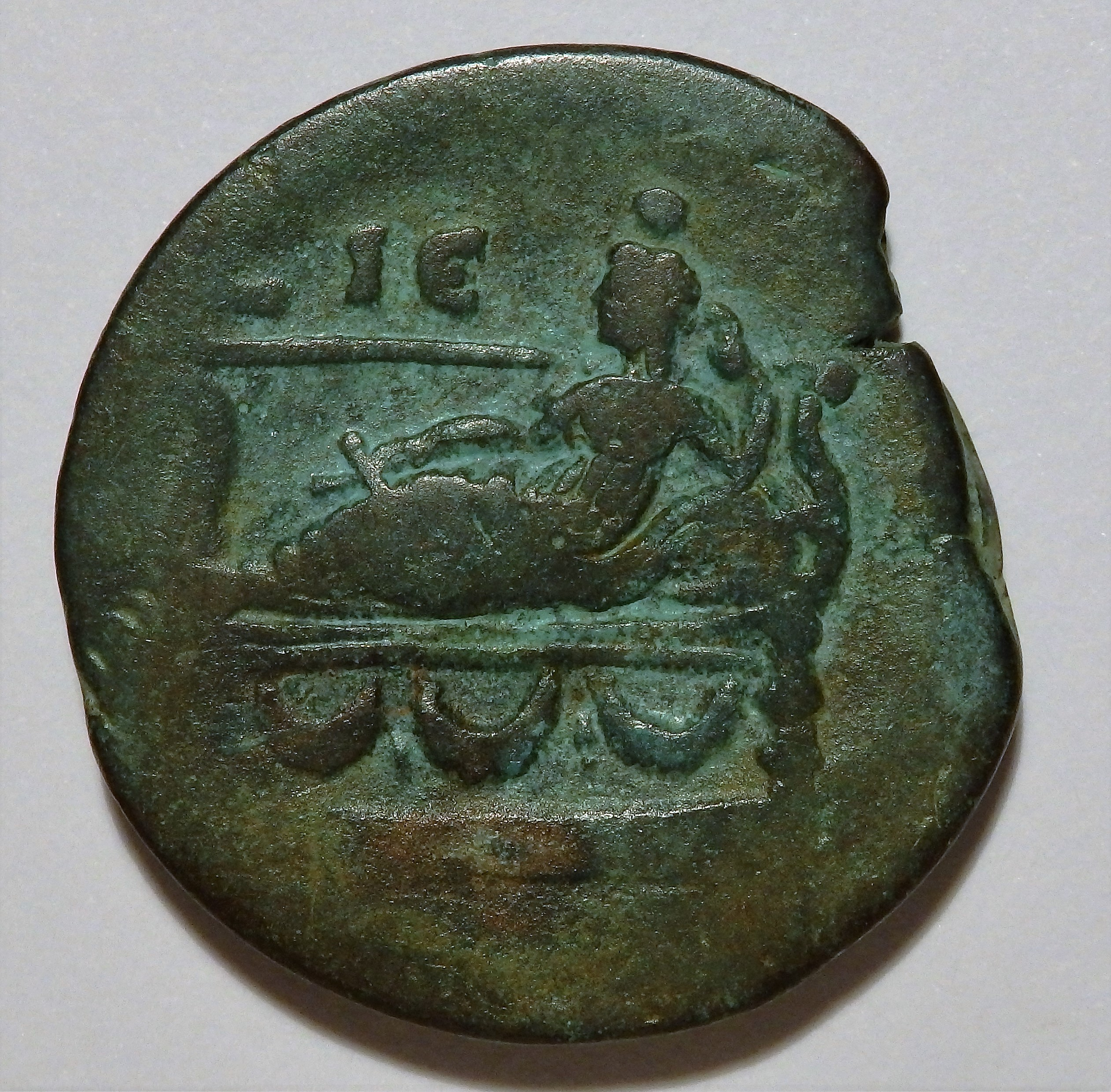
Lectisternium für Tyche auf Münze z. Zt. Kaiser Antoninus Pius

Das Lectisternium (von lateinisch lectus „Bett“, „Kissen“ und sternere „ausbreiten“) war ein feierliches Göttermahl im alten Rom. Dabei wurden die Bildnisse der Götter oder ihre jeweiligen Attribute auf prächtige Polster, die mit kostbaren Decken drapiert waren, gelegt und mit daneben gestellten Speisen symbolisch bewirtet.
Da diese Form der Götterverehrung ursprünglich in Griechenland praktiziert wurde – dort hieß sie theoxenia und richtete sich vor allem an die wandernden oder fernen Götter wie die Dioskuren, Asklepios oder Apollon –, markiert ihre Einführung in Rom den zunehmenden Einfluss griechischer Kulte.
Das erste bezeugte Lectisternium fand 399 v. Chr. aufgrund eines Orakels der Sibyllinischen Bücher statt, die man wegen einer in Rom wütenden Seuche befragt hatte. Teilnehmer des Göttermahles waren Apollo und Latona, Hercules und Diana sowie Mercurius und Neptunus, deren Bildnisse paarweise auf drei Liegen vor den Speisetischen ausgestellt wurden.
Das Lectisternium scheint eine Opferform gewesen zu sein, die man besonders in Krisenzeiten für angebracht hielt. So ist unmittelbar nach der Niederlage am Trasimenischen See ein Lectisternium bezeugt. Während des Zweiten Punischen Krieges fanden Lectisternia auf dem Capitolium, am Tempel der Iuno Regina und am Tempel des Saturnus statt. Im privaten Bereich gab es das Lectisternium hauptsächlich bei Begräbnissen.
Die Abhaltung eines Lectisterniums (lectisternium habere) wird auch mit pulvinar suscipere oder cenae ad pulvinaria umschrieben. Beide Ausdrücke beziehen sich auf die dafür verwandten kostbaren Polster, die Pulvinar genannt werden.